# برایان پوکار
برایان جیمز پوکار (۲۷ اکتبر 1959 – ۲۸ آوریل ۱۹۹۲) اسکیت باز کانادایی بود. وی دارنده مدال برنز جهانی ۱۹۸۲، سه بار قهرمان ملی کانادا (۸۰–۱۹۷۸) بود و در بازی‌های المپیک زمستانی ۱۹۸۰ شرکت کرد. وی در کلگری متولد شد و در همان‌جا هم درگذشت.
وی در سال ۱۹۹۲ پس از ابتلا به ایدز درگذشت. اسکات همیلتون پوکار را به عنوان همجنسگرا در کتاب زندگینامه همیلتون، معرفی کرده‌است.

## نکات برجسته رقابتی
| بین‌المللی         | بین‌المللی | بین‌المللی | بین‌المللی | بین‌المللی | بین‌المللی | بین‌المللی | بین‌المللی | بین‌المللی | بین‌المللی |
| رویداد            | 73–74     | ۷۴–۷۵     | ۷۵–۷۶     | ۷۶–۷۷     | ۷۷–۷۸     | ۷۸–۷۹     | ۷۹–۸۰     | ۸۰–۸۱     | ۸۱–۸۲     |
| ----------------- | --------- | --------- | --------- | --------- | --------- | --------- | --------- | --------- | --------- |
| المپیک            |           |           |           |           |           |           | دوازدهم   |           |           |
| جهانی             |           |           |           | چهاردهم   | دهم       | سیزدهم    | نهم       | هشتم      | سوم       |
| اسکیت کانادا      |           |           |           | یازدهم    | پنجم      | سوم       |           | دوم       |           |
| نبل هورن          |           |           |           |           | چهارم     |           |           |           |           |
| سنت جروئیس        |           |           |           |           | دوم       |           |           |           |           |
| بین‌المللی: جونیور |           |           |           |           |           |           |           |           |           |
| جهانیان جوان      |           |           | سوم       |           |           |           |           |           |           |
| ملی               |           |           |           |           |           |           |           |           |           |
| کانادا            | 3rd J     |           |           | دوم       | اول       | اول       | اول       | دوم       | دوم       |
| J = سطح مقدماتی   |           |           |           |           |           |           |           |           |           |